# Héliaia
A héliaia az ókori Athénban működött, kisebb ügyekben ítélkező esküdtbíróság. Ezt az intézményt Szolón vezette be az i.e. 594-ben többi reformja között. A tagjait sorsolással választották a 30 év feletti polgárok közül, 6000 főt sorsoltak ki, 12 fős testületekbe.

## A korábban létező intézmények
- arkhóni tanács
- areioszpagosz
- ekklészia

Ezek  mellé hozta létre Szolón a heliaiát, később a bulét is, ami egy törvények előkészítésével és végrehajtásuk ellenőrzésével foglalkozó testület volt.